# 馬穆卡·巴赫塔澤
馬穆卡·巴赫塔澤（1982年6月9日—），是格鲁吉亚政治人物，曾任总理。2018年他的總理及內閣成員提名於议会內得99票比6票通過，但於就任一年多後以「任務完成」為由辭去總理一職；他亦曾擔任過財政部部長。

## 外部連結
- Official biography at Ministry of Finance website （页面存档备份，存于）